# Stemm
STEMM é uma banda de metal estadunidense.
Em 2002 eles assinaram um contrato com o UFC. Assim, eles gravaram a música Face The Pain que virou tema oficial do UFC. Além dessa canção, as músicas "Holding On" e "Fallen" são comumente usadas em eventos do UFC.

## Membros

### Atual
- Joe Cafarella - voz, guitarra (1998–2012)
- Alex Scouten - guitarra, beat box (1998–2000) (2007–2012)
- Dan Nelligan - baterias (2003–2012)
- Mario Nobilio - Baixo (2011–2012)

### Ex-Integrantes
- Louis Penque - vocais (1998–2003)
- Russ Martin - baixo (1998–2003)
- Jimi Penque - bateria (1998–2003)
- T.J. Frost - vocais (2003–2007)
- Rich Spalla - guitarras (2000–2008)
- Stephen Crowl - baixo (2003–2011)

## Discografia
| Título CD                     | Data de Lançamento                              | Gravadora        |
| ----------------------------- | ----------------------------------------------- | ---------------- |
| Further Efforts (EP)          | 1999                                            | None             |
| Dead To Me                    | 2000                                            | None             |
| 5                             | 2004                                            | None             |
| Songs for the Incurable Heart | November 15, 2005 October 10, 2006 (re-release) | I Scream Records |
| Blood Scent                   | November 11, 2008                               | Catch 22 records |
| Crossroads                    | September 13, 2011                              | Catch 22 records |

## Prêmios
- Buffalo Music Award (2001, 2002, & 2003): Categoria - Best Hardcore/Metal act in WNY[5]